# 1169

سنة 1169 كانت سنة بسيطة تبدأ يوم الأربعاء (سوف يظهر الرابط التقويم الكامل للعام) حسب التقويم اليولياني.

## أحداث
ثورة بركان أثنا في صقلية أوقع 15 ألف قتيل

## مواليد
- القديس سابا

## وفيات
- أسد الدين شيركوه بن شاذي